# Aphelinus mali
Aphelinus mali är en stekelart som först beskrevs av Samuel Stehman Haldeman 1851.  Aphelinus mali ingår i släktet Aphelinus och familjen växtlussteklar. Arten är reproducerande i Sverige. Inga underarter finns listade i Catalogue of Life.